# Brotogeris
Brotogeris là một chi chim trong họ Psittacidae.

## Hình ảnh

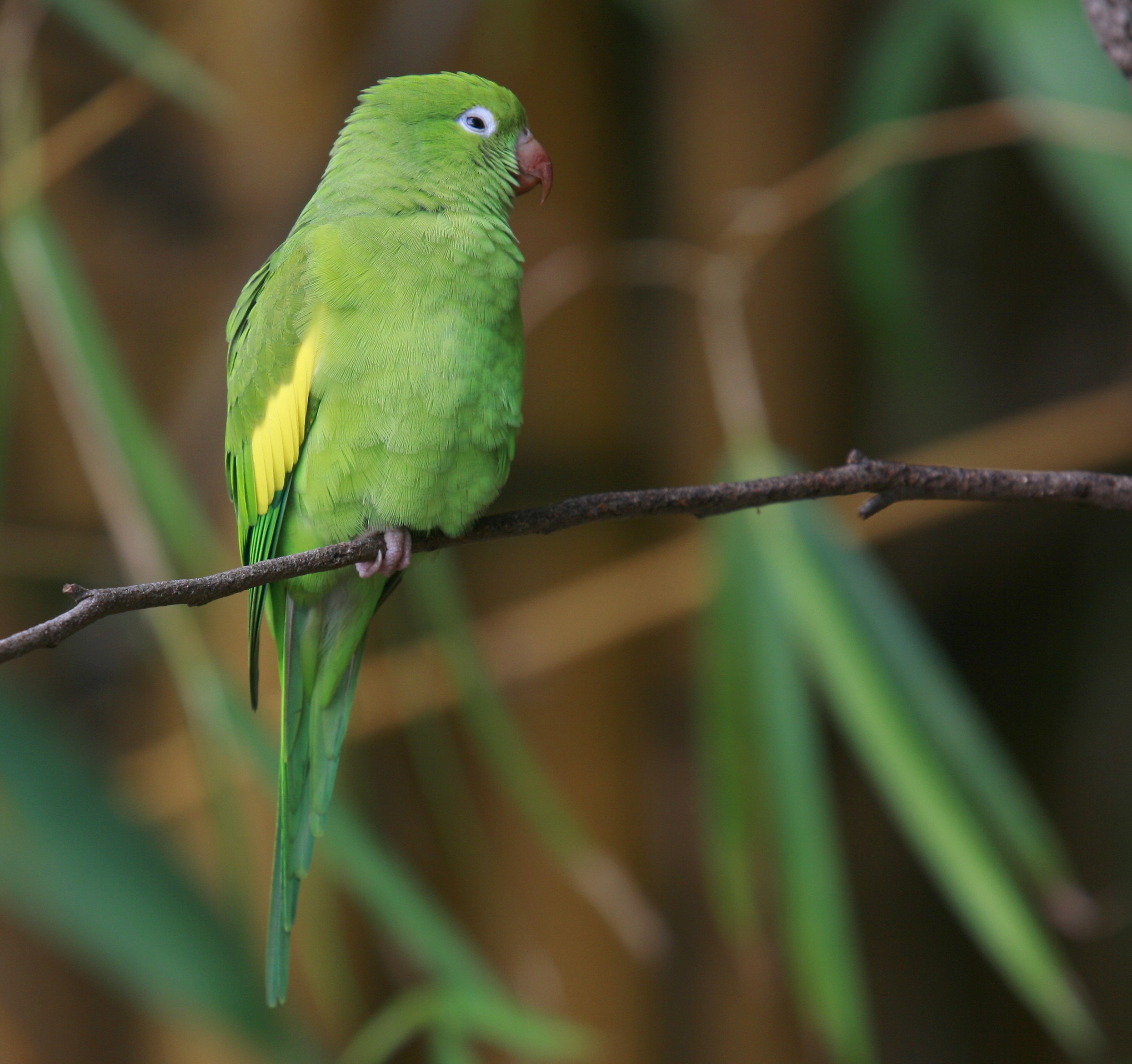
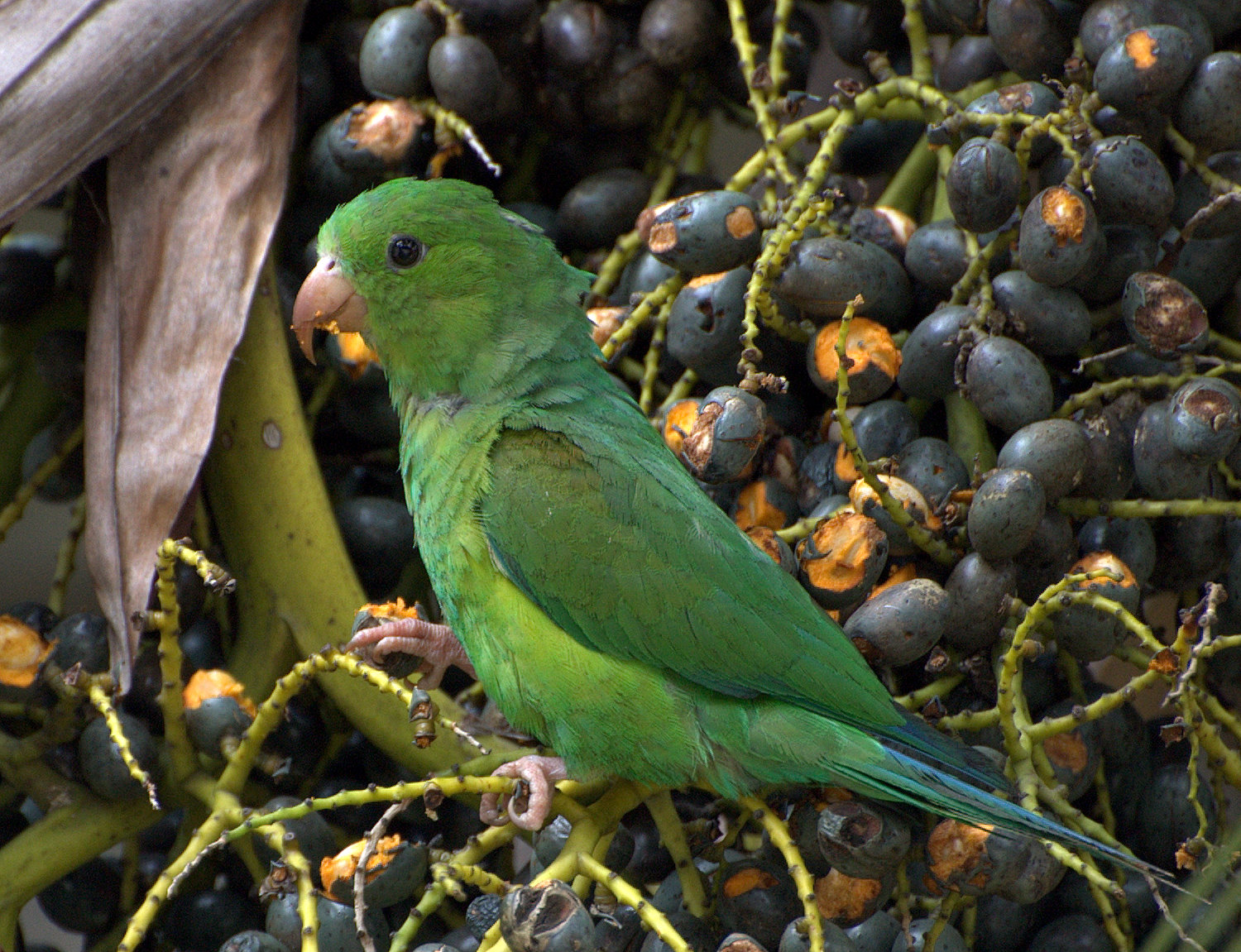
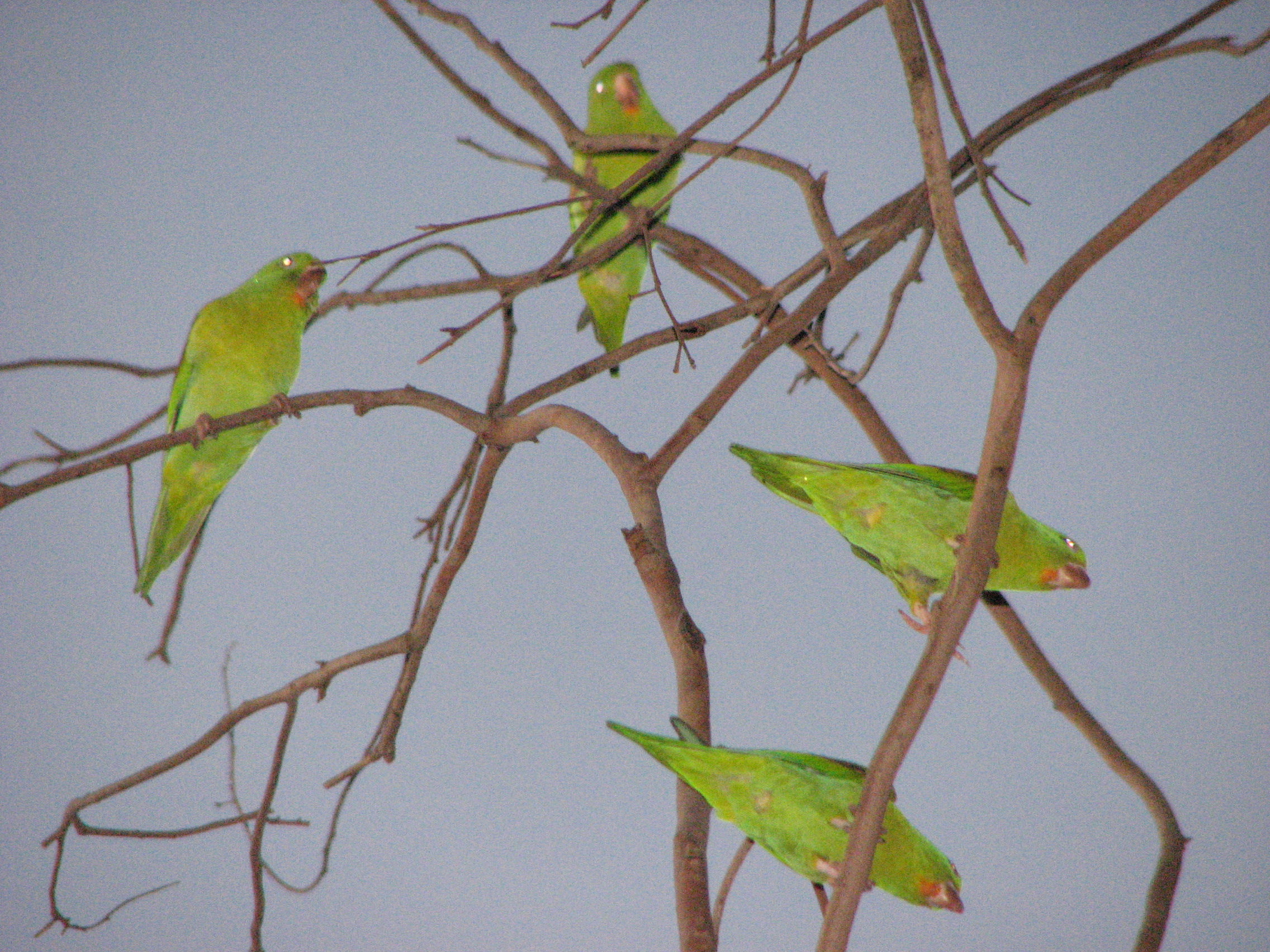
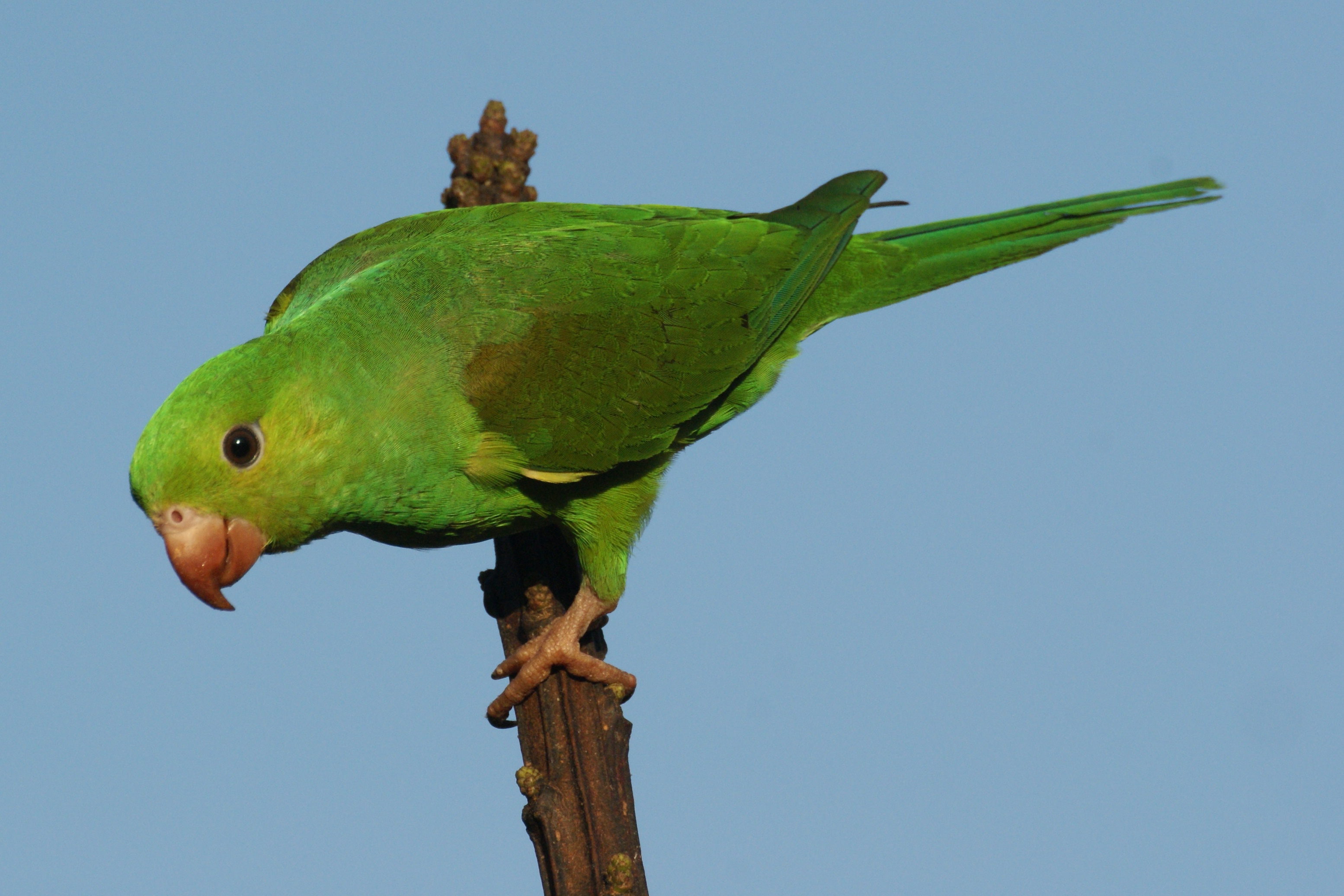

## Các loài
Chi này có các loài sau:
- Brotogeris tirica
- Brotogeris versicolurus
- Brotogeris chiriri
- Brotogeris pyrrhoptera
- Brotogeris jugularis
- Brotogeris cyanoptera
- Brotogeris sanctithomae
- Brotogeris chrysoptera